# Schmetterlings-Mormonentulpe
Die Schmetterlings-Mormonentulpe (Calochortus venustus) ist eine Pflanzenart aus der Gattung Mormonentulpen (Calochortus) in der Familie der Liliengewächse (Liliaceae).

## Merkmale
Die Schmetterlings-Mormonentulpe ist eine herbst- bis frühjahrsgrüne, ausdauernde krautige Pflanze, die Wuchshöhen von 10 bis 60 Zentimeter erreicht. Dieser Geophyt bildet Zwiebeln als Überdauerungsorgane. Am Stängelgrund sind Brutzwiebeln zu finden. Die Grundblätter sind zur Blütezeit verwelkt.
Ein bis sechs (selten bis zu zehn) Blüten stehen in einem traubigen Blütenstand. Die zwittrigen Blüten sind radiärsymmetrisch und dreizählig. Die Blütenhüllblätter sind 30 bis 50 Millimeter lang und gelb, weiß, purpur oder dunkelrot gefärbt. Am Grund sind sie dunkel gefleckt, darüber befindet sich meist ein zweiter, hellerer Fleck. Die Nektardrüse ist quadratisch und kurz behaart.
Die Blütezeit reicht von Mai bis Juli.

## Vorkommen
Die Schmetterlings-Mormonentulpe kommt in Kalifornien in Gras- und Waldland sowie in Gelbkiefernwäldern auf Sand in Höhenlagen von 300 bis 2700 Meter vor.

## Belege
- Eckehart J. Jäger, Friedrich Ebel, Peter Hanelt, Gerd K. Müller (Hrsg.): Rothmaler Exkursionsflora von Deutschland. Band 5: Krautige Zier- und Nutzpflanzen. Spektrum Akademischer Verlag, Berlin Heidelberg 2008, ISBN 978-3-8274-0918-8.